# Andreï Golovine
Pour les articles homonymes, voir Golovine.
Andreï Ivanovitch Golovine (en russe Андрей Иванович Головин), né le 11 août 1950 à Moscou, est un compositeur et chef d'orchestre russe.

## Biographie
Andrei Golovine a étudié la composition et l'orchestration au Conservatoire de Moscou avec Evgeny Golubev et Yuri Fortunatov. Il a obtenu son diplôme en 1976 et son diplôme d'études supérieures trois ans plus tard. Il a écrit un large éventail de musiques symphoniques, d'opéra, de chambre, chorales et cinématographiques. 
Depuis 1994, il apparaît comme chef d'orchestre et interprète ses œuvres. 
Golovine a reçu le Prix de la Ville de Moscou en 1998 pour son opéra Premier amour. 
Golovin réside à Moscou où il est professeur au département de composition de l’Institut Gnessine.

## Œuvres principales
- Concerto-Symphonie pour alto et violoncelle avec orchestre (Symphonie n°1) (1976)
- Sonate brève pour alto et piano (1979)
- Élégie pour violoncelle seul (1979)
- Bambi. Petites images musicales sur le conte de fées de Felix Salten pour ensemble de solistes (1980/1992)
- Deux pièces pour flûte et piano (1981)
- Sinfonia concertante pour alto et piano avec orchestre (Symphonie n°2) (1981)
- Quatuor pour deux violons, alto et violoncelle (1982)
- Sonatine pour piano (1983)
- Symphonie n°3 (1986)
- Chansons simples. Cantate pour mezzo-soprano, basse, piano et orchestre de chambre sur des versets de Nikolai Rubtsov (1988)
- Musique pour cordes (1988)
- Passé lointain pour piano solo (1990)
- Svete Tikhij (« Lumière tranquille ») pour chœur mixte (1991)
- Deux chansons sans paroles pour ensemble de solistes (1993)
- Crépuscule. Deux poèmes d'Evgueni Baratynsky pour mezzo-soprano et piano (1995)
- Premier amour. Opéra en un acte, sept scènes avec épilogue, d'après l'histoire du même nom d'Ivan Tourgueniev (1996)
- Valse tirée de la musique du film About Love (1998)
- Canto d'attesa pour violon et orchestre (1999)
- Prélude sur le thème E-F-G pour orchestre symphonique (2002)
- Huit Poèmes du comte Vasily Komarovsky pour soprano et orchestre (2006)
- Canzone pour violoncelle et orchestre à cordes (2008)
- Symphonie n°4 « Lumière inaccessible » (2013)
- Antiennes à la mémoire de l'archiprêtre Mikhaïl Pravdolyubov pour orchestre symphonique (2018)
- Sinfonia concertante pour hautbois et orchestre symphonique (2021)
- A Celestial Settlement, fresque symphonique (2022)
- Golovine a également composé la musique de 17 films, séries télévisées et productions théâtrales.

Les œuvres de Golovine ont été interprétées par l'Orchestre symphonique académique d'État de Russie, l'Orchestre symphonique de Tchaïkovski, l'Orchestre symphonique du Théâtre Mariinsky, l'Orchestre symphonique du Théâtre de l'Opéra Novaya de Moscou, la Capella Symphonique d'État de Russie, l'Orchestre symphonique de la BBC, l'Orchestre philharmonique de Brno, l'Orchestre Symphonique du Conservatoire de Rouen, l'Orchestre Symphonique des Jeunes de l'Oural, l'Orchestre Symphonique National du Tatarstan, l'Orchestre de Chambre Musica Viva, l'Ensemble des Solistes du Bolchoï et par des chefs et solistes de premier plan tels que Valery Gergiev, Vladimir Fedoseyev, Vladimir Verbitsky, Alexander Rudin, Valery Polyansky, Mischa Damev, Olivier Holt, Igor Zhukov, Yuri Bashmet, Maxim Fedotov, Esther Yoo et Mlada Khudoley.
Ses compositions sont publiées par Muzyka, Sovetsky Compozitor, Zen-On Music Co., Alphonse Leduc, Editions Musicales et Musikproduktion Höflich.

## Discographie
- Andrei Golovin, “Plain Songs”. Elegy for Solo Cello. Music for Strings. “Distant Past”, ©, ℗ 2004 Melodiya. MEL CD 10 00853
- Andrei Golovin, “Bambi”. Two Pieces for Flute and Piano. Quartet for Two Violins, Viola and Cello. “Two Songs Without Words”. “Twilight”. Bach-Gounod. “Ave Maria”, ©, ℗ 2005 Melodiya. MEL CD 10 00960
- Andrei Golovin, Prelude on the Theme E-F-G. Eight Poems by Count Vasily Komarovsky. “Canto d’attesa”. Waltz from the Music for the Film "About Love", © ФГУП «Фирма Мелодия», 2007. MEL CD 10 01299
- Andrei Golovin, Sinfonia concertante for Viola and Piano with Orchestra. Symphony No. 3, Sonata breve for Viola and Piano, ℗ ФГУП «Фирма Мелодия», 2010. MEL CD 1001678
- Andrei Golovin. Orchestral Music. Symphony No. 4 “Light Unapproachable”. Canzone for Cello and String Orchestra. Concerto-Symphony for Viola and Cello with Orchestra, © Toccata Classics, London, 2015. TOCC 0264

Les œuvres de Golovin ont été enregistrées par des labels tels que Melodiya, Russian Disc, Cadenza, Relief, Boheme Music et Toccata Classics.